# Eptatretus strahani
Eptatretus strahani is een soort uit de familie der slijmprikken (Myxinidae).